# دهستان پائین رخ
دهستان پائین رخ نام دهستانی در بخش جلگه رخ شهرستان تربت حیدریه، استان خراسان رضوی در ایران است. براساس سرشماری مرکز آمار ایران در سال ۱۳۸۵، جمعیت آن ۱۰۱۵۶ نفر (۲۴۵۸ خانوار) بوده‌است.